# Star Stowe
Star Stowe (née Ellen Louise Stowe) est une modèle photographique américaine. Elle est née le 19 mars 1956 et morte le 16 mars 1997. Elle est notamment connue en tant que Playmate de Playboy : Miss Février 1977. Elle est morte assassinée ; l'auteur du crime n'a jamais été identifié.

## Biographie
Star Stowe est née le 19 mars 1956 à Little Rock (Arkansas) et a grandi dans l'Arkansas, la Louisiane et le Nevada. Son père était ingénieur. Quand elle était adolescente, elle a déménagé à Las Vegas puis à Los Angeles, où elle a travaillé comme strip-teaseuse dans un club pour adultes.
Elle a choisi le pseudonyme « Star » à cause de sa passion pour le ciel et s'est fait tatouer une étoile bleue sur le pubis.
Alors qu'elle travaillait dans le club de strip-tease de Los Angeles, elle a été repérée par un agent pour Playboy et invitée à poser nue pour le magazine. Le reportage a été photographié par Pompeo Posar, et incluait quelques photos avec une guitare électrique Rickenbacker - en particulier le dépliant central. L'article où elle apparaissait comme Playmate du mois est paru dans le numéro de février 1977. Elle a été la première Playmate avec un tatouage visible. 
Elle a fréquenté quelque temps Gene Simmons, le fondateur et bassiste du groupe Kiss. En plus de participer à un certain nombre de prises de vue publicitaires pour le groupe, elle est également apparue sur l'un des picture-discs du groupe.
Elle a ensuite épousé puis divorcé de Peter Maligo, avec qui elle a eu un fils, Michael. Puis elle a déménagé à Fort Lauderdale en 1986 pour trouver du travail comme danseuse érotique. Quand son fils Michael a eu six ans, elle l'envoya vivre avec sa mère mais resta en contact avec lui par des appels téléphoniques et des visites. L'âge venant, la danse n'a plus marché : Star  est finalement tombée dans la prostitution, l'alcoolisme et la consommation de  drogue.
En 1991, elle a emménagé avec un petit ami et a renoncé à la drogue et à la prostitution. Cela a duré jusqu'en août 1996, quand, ivre après une dispute, ils se sont séparés. Stowe est retournée à son ancienne vie sur le trottoir.

## Assassinat
Cette section ne s'appuie pas, ou pas assez, sur des sources secondaires ou tertiaires indépendantes du sujet.

Pour l'améliorer, ajoutez-en, ou placez des modèles {{Source secondaire souhaitée}} ou {{Source secondaire nécessaire}} sur les passages mal sourcés. (août 2022)
Star Stowe a été vue pour la dernière fois en train de travailler dans les rues de son ancien quartier entre 15 heures et 17 heures le 16 mars 1997. Son corps a ensuite été retrouvé  étranglé et partiellement dévêtu. C'était trois jours avant son 41e anniversaire. La police présume qu'elle a été enlevée, tuée puis jetée derrière une pharmacie peu après 17 heures le 16 mars.
La police a lié le meurtre à celui de Sandra Kay Walters, une prostituée qui avait été étranglée à Fort Lauderdale quelques semaines plus tôt, le 25 février. Lorsqu'une autre femme, Tammy Strunk, a été retrouvée assassinée en novembre 1997, la police a émis l'hypothèse que la mort pourrait être l'œuvre d'un tueur en série. Cette théorie a été renforcée lorsque plusieurs autres prostituées de la région ont ensuite été étranglées et jetées de la même manière. L'assassinat de Star stowe demeure non élucidé.